# سيناء للطيران
سيناء للطيران هي شركة طيران مصرية خاصة، يقع المقر الرئيسي للشركة في العاصمة القاهرة، وتتخذ من مطار القاهرة الدولي مركزاً لعملياتها. تقوم سيناء للطيران بتسيير رحلاتها عن طريق طائرات الشركة الأم شركة مصر للطيران القابضة والتي استحوذت عليها بشكل كامل في 2002.

## لمحة تاريخية
تأسست سيناء للطيران عام 1982 لتكون بذلك ثاني شركة طيران تسير رحلات بين مصر وإسرائيل، وذلك بعد إيقاف شركة «نفرتيتي للطيران» تشغيلها لهذا الخط، قامت الحكومة المصرية بإنشاء الشركة لتسيير الرحلات الجوية بين مطار القاهرة الدولي ومطار بن غوريون الدولي في تل أبيب، والسبب من وراء إنشاء الشركة هو منع القيادة السياسية في مصر لهبوط طائرات شركة مصر للطيران في مطارات إسرائيل، وكانت الشركة تسيير خمسة رحلات أسبوعية إلى تل أبيب على طائرة واحدة من طراز بوينغ 737-200. وأستمر نشاط الشركة حتى أوقفت عملياتها عام 2002، وقامت مصر للطيران القابضة بشراء أسهمها بالكامل وتشغيل الخط على متن طائرة من طراز بوينغ 737-500، وتسير الشركة حالياً رحلتين أسبوعياً إلى تل أبيب بعدما كانت تسعة رحلات أسبوعياً، وذلك بسبب عدم استقرار الأوضاع في الأراضي الفلسطينية.

## الوجهات
- مصر
  - القاهرة (مطار القاهرة الدولي). مركز العمليات
- إسرائيل
  - تل أبيب (مطار بن غوريون الدولي).

## الأسطول
- طائرة واحدة غير معلمة من طراز بوينغ 737-566 تشغلها مصر للطيران.